# Ezra Stone
Ezra Stone est un réalisateur et acteur américain né le 2 décembre 1917 à New Bedford, Massachusetts (États-Unis), décédé le 3 mars 1994 à Perth Amboy (New Jersey).

## Filmographie

### comme réalisateur
- 1949 : The Aldrich Family (série télévisée)
- 1951 : The Ezio Pinza Show (série télévisée)
- 1952 : I Married Joan (série télévisée)
- 1961 : The Hathaways (série télévisée)
- 1964 : My Living Doll (série télévisée)
- 1965 : Perdus dans l'espace ("Lost in Space") (série télévisée)
- 1965 : O.K. Crackerby! (en) (série télévisée)
- 1965 : Tammy (série télévisée)
- 1967 : Tammy and the Millionaire
- 1967 : La Nonne volante ("The Flying Nun") (série télévisée)
- 1968 : Julia (série télévisée)
- 1969 : The Debbie Reynolds Show (série télévisée)
- 1970 : Lassie: Peace Is Our Profession (TV)
- 1977 : Space Academy (série télévisée)

### comme acteur
- 1940 : Those Were the Days! : Alexander 'Allie' Bangs
- 1943 : This Is the Army : Sgt. Stone
- 1972 : A Very Missing Person (TV) : Judge
- 1981 : The Munsters' Revenge (TV)